# 各務原空襲

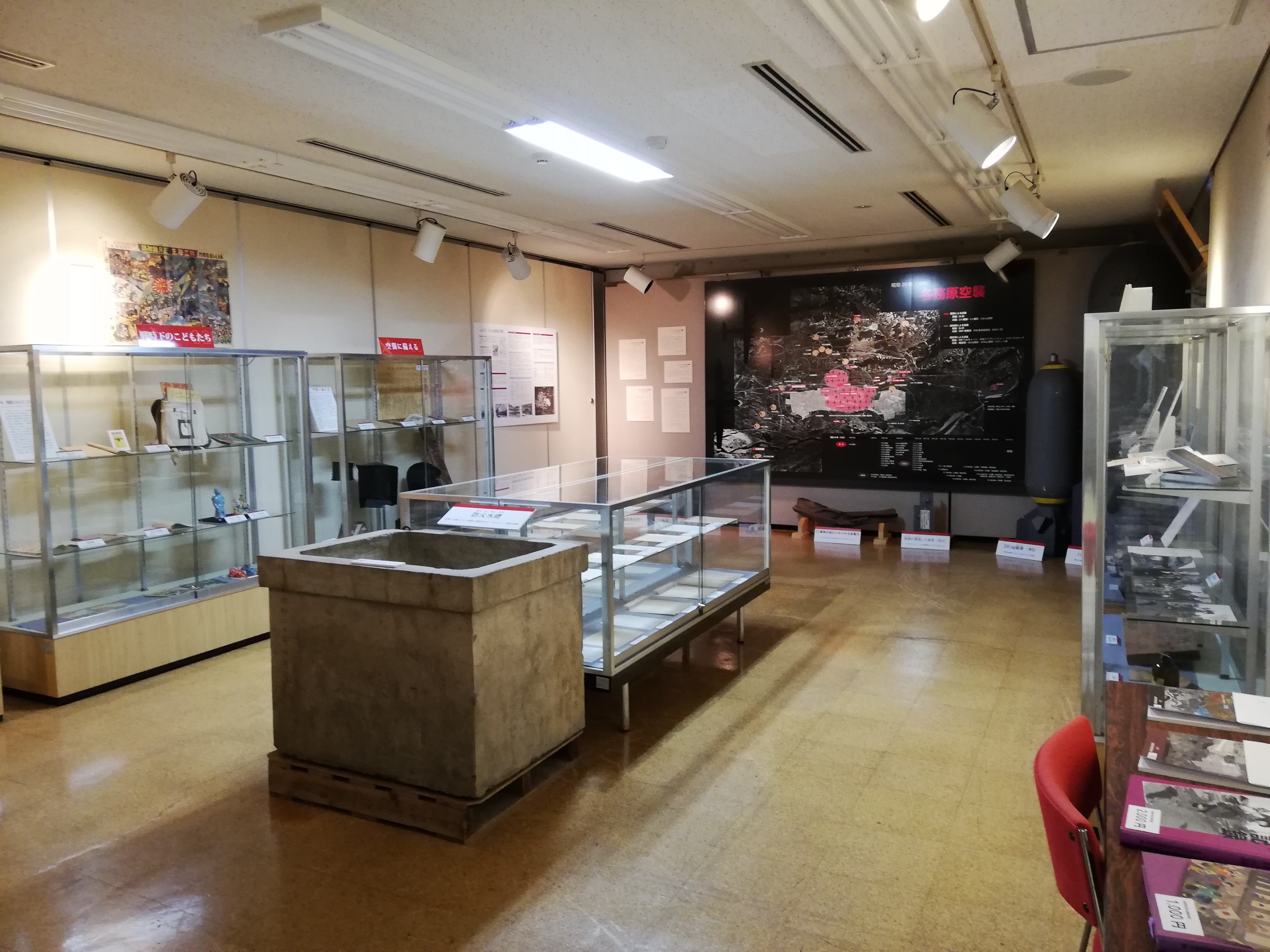
各務原市木曽川文化史料館各務原空襲資料室

各務原空襲（かかみがはらくうしゅう）は、第二次世界大戦（大東亜戦争）中アメリカ軍により行われた岐阜県稲葉郡那加町、蘇原町、鵜沼町、各務村、前宮村などの、現在の各務原市の地域に対する空襲。この地には陸軍各務原飛行場があり、岐阜県の空襲で唯一1t（2,000ポンド）通常爆弾及び2t（4,000ポンド）肉薄爆弾等、焼夷弾以外の爆弾による空襲が行なわれている。
現在の各務原市域は数十回空襲を受けている。特に被害の大きかったのは1945年（昭和20年）6月22日、6月29日、7月12日である。通常、6月22日の空襲を各務原空襲とし、各務原市の平和の日としている。

## 空襲の概要
陸軍各務原飛行場、及び、川崎航空機（現川崎重工業）岐阜工場、三菱重工業名古屋航空機製作所各務原格納庫、陸軍航空廠といった軍需工場が多数あり、空襲の対象地となっていた。1944年（昭和19年）11月23日、B-29が各務原に初めて飛来する。飛行場及び工場などの周辺施設の偵察（航空写真撮影）が目的であった。

### 各務原空襲以前
1945年（昭和20年）4月12日、B-29爆撃機1機が、蘇原町に爆弾を投下。これは東京都の中島飛行機へ向かうB-29が偶然落としたものと考えられている。6月9日、8機のP-51により陸軍航空廠が銃撃を受ける。その他に蘇原町（大字大島）、那加町（那加第二国民学校）に銃撃が行われる。

### 6月22日の空襲
1945年（昭和20年）6月22日、午前9時頃、44機のB-29が各務原の西方より飛来。 各務原飛行場、航空廠、川崎航空機、三菱重工業といった軍事、軍需施設の爆撃が目的であった為1t（2,000ポンド）通常爆弾及び2t（4,000ポンド）肉薄爆弾による昼間中高度爆撃が行なわれる。空襲時間は約20分。
1t爆弾が川崎航空機本館に命中するなど、川崎航空機や三菱重工業の施設はほぼ壊滅し、陸軍航空廠も大きな被害を受ける。爆撃はは周辺にも及び、那加町（那加駅周辺）、各務村（各務ケ原駅周辺、字山の前）、鵜沼町川崎区、前宮村にも及ぶ。
死者は169人。このうち63人は川崎航空機の従業員、動員学徒などからである。川崎航空機の従業員、動員学徒の被害が多かったのは、空襲時に近くの川崎山（現存　各務原市蘇原東島町）と赤星山（現存せず　各務原市民会館、各務原警察署などのある蘇原中央町に該当）の防空壕や木曽川に避難したが、アメリカ軍は赤星山などに飛行機の掩体壕や燃料貯蔵施設があると考えており、その破壊の為赤星山に1t爆弾が投弾されてしまい、防空壕に避難していた人々が犠牲になったからである。

### 6月26日の空襲
1945年（昭和20年）6月26日、午前9時10分、101機のB-29が各務原に飛来。 6月22日は大型爆弾による主要施設大規模破壊が目的であったが、6月26日は500ポンド爆弾（約225kg）による残存施設の徹底的破壊を目的とした。各務原飛行場、航空廠、川崎航空機、三菱重工業といった軍事、軍需施設に対して昼間中高度爆撃が行なわれる。空襲時間は約1時間30分。
この爆撃により各務原の軍事、軍需施設は壊滅する。軍事、軍需施設以外に鵜沼町山崎区にも爆弾が投下されている。死者は58人。

### 7月12-13日の空襲
1945年（昭和20年）7月12日夜半、47機のB-29が各務原に飛来。蘇原駅、各務ケ原駅周辺などに焼夷弾による空襲が行なわれる。
この7月12-13日の空襲は、アメリカ軍の資料によると、各務原地域を第一目標とする爆撃命令は下されていないという。この日は愛知県一宮市（一宮空襲）と福井県敦賀市（敦賀空襲）で大規模な空襲が行われており、いずれかのB-29が焼夷弾を落したと推測される。
この空襲では、各務村（須衛）、鵜沼町（各務原区）、蘇原町（大字持田、大字熊田、大字伊吹、大字伊吹字寺島）、更木村（大字三井、大字小佐野町）、羽島郡中屋村（大字成清）、羽島郡川島村（大字松倉、大字河田島字雁場）などに焼夷弾が投下され、被害を受けている。

### 7月13日以降の空襲
50-100機の戦闘機による銃撃が行われた。使用された戦闘機は、P-51、F6Fである。
行なわれたのは、7月15日、17日、19日、20日、24日、28日、30日、8月2日、14日の計9回に及ぶ。殆どは飛行場と工場及び周辺地域への攻撃だが、7月30日の攻撃は飛行場や工場から離れた地域（鵜沼町（鵜沼国民学校）、蘇原町（大字伊吹字申子）。更木村大字小佐野 ）も攻撃されている。

## 爆発の瞬間とされた写真
この空襲でB-29が投下した爆弾が爆発する瞬間として長年使われてきた写真が、実はB-29を撃墜しようと日本軍の戦闘機が投下したリン爆弾（三号爆弾）が命中せず空中で爆発した写真であったことが判明した。

## 参考
- 『岐阜も「戦場」だった　岐阜・各務原・大垣の空襲』（岐阜市平和資料室友の会　岐阜県歴史教育者協議　2005年）
- 『各務原市民の戦時記録　平和な21世紀をめざして』（各務原市教育委員会　各務原市戦時記録編集委員会編　1999年）
- 『岐阜空襲誌－岐阜・各務原・大垣熱き日の記録』（岐阜空襲誌編集委員会編　1978年）
- 『米軍資料　日本空襲の全容　マリアナ基地Ｂ２９部隊』（小山仁示訳　東方出版　1995年）
- 『わが町朝日町 朝日町70年の歩み』（朝日町自治会連合会編　株式会社イナバ印刷社　2017年3月31日）
- 木曽川文化史料館内「各務原空襲資料室」各種展示物
- 岐阜かかみがはら航空宇宙博物館企画展「飛行場の町-各務原が育てた技術者と産業」展示資料